# Second Heat
Second Heat är gruppen Racer X:s andra album, utgivet 1987. Två nya medlemmar medverkade, gitarristen Bruce Bouillet och trummisen Scott Travis.

## Låtlista
1. "Sacrifice" (Paul Gilbert/Jeff Martin) - 4:03
2. "Gone Too Far" (Paul Gilbert/Jeff Martin) - 2:55
3. "Scarified" (Paul Gilbert/Scott Travis) - 2:40
4. "Sunlight Nights" (Bruce Bouillet/Paul Gilbert/Jeff Martin) - 3:35
5. "Hammer Away" (Paul Gilbert/Jeff Martin) - 3:44
6. "Heart of a Lion" (K.K. Downing/Rob Halford/Glenn Tipton) - 4:04
7. "Motor Man" (Bruce Bouillet/Paul Gilbert/Jeff Martin) - 3:46
8. "Moonage Daydream" (David Bowie) - 3:30
9. "Living the Hard Way" (Paul Gilbert/ D. Gonzales) - 3:33
10. "Lady Killer" (Bruce Bouillet/Paul Gilbert/Jeff Martin) - 4:01

## Medverkande
- John Alderete - bas
- Bruce Bouillet - gitarr
- Paul Gilbert - gitarr
- Jeff Martin - sång
- Scott Travis - trummor
- Mike Mani - keyboard på "Sunlit Nights" och "Heart of a Lion"